# Grammodes geometrica
Grammodes geometrica là một loài bướm đêm trong họ Erebidae.
Trước đây loài này được phân loại trong họ Erebidae, cùng với tất cả các thành viên cũ của họ Arctiidae và Lymantriidae. Việc phân loại lại chưa thoả mãn sự đồng thuận chung và nhiều nguồn và ấn bản vẫn lấy theo phân loài cũ.
Loài nay được tìm thấy ở phía đông Địa Trung Hải đến vùng nhiệt đới Đông và Úc. Ấu trùng ăn các loài Phyllanthus, Cistus, Diospyros, Ricinus, Oryza, các loại cỏ khác nhau, Polygonum, táo ta và Tamarix.

## Hình ảnh

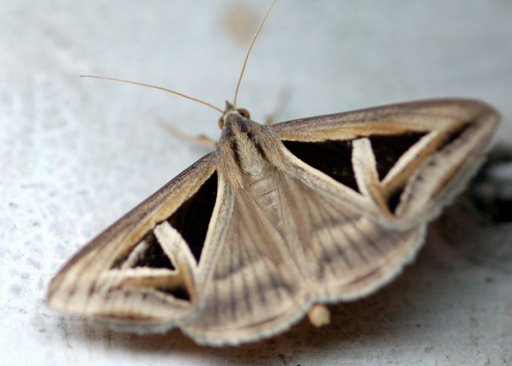
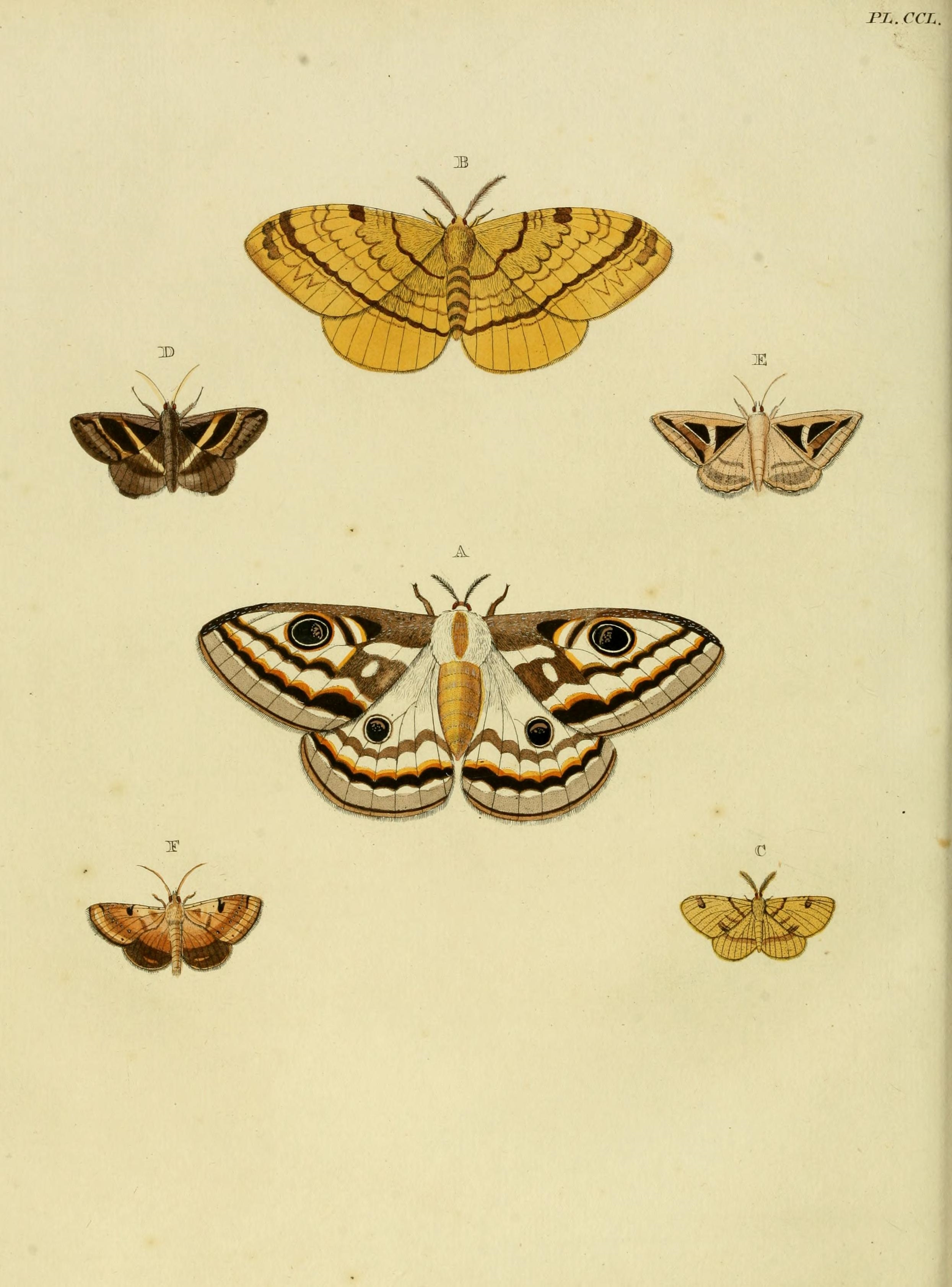
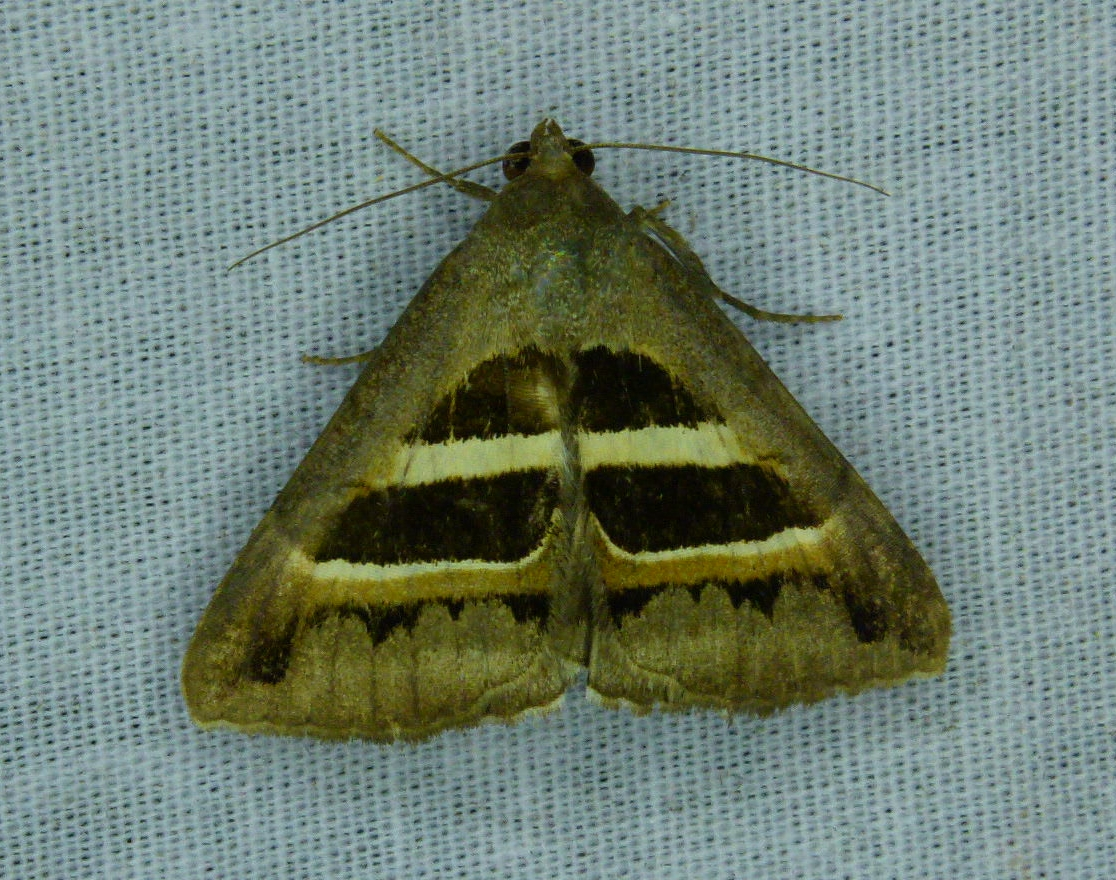
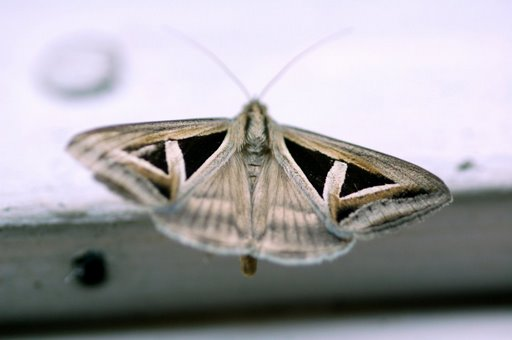